# Funció hipergeomètrica ordinària

Gràfic de la funció hipergeomètrica 2F1(a,b; c; z) amb a=2 i b=3 i c=4 en el pla complex de -2-2i a 2+2i amb colors creats amb la funció Mathematica 13.1 ComplexPlot3D

En matemàtiques, la funció hipergeomètrica gaussiana o ordinària 2F1(a,b;c;z) és una funció especial representada per la sèrie hipergeomètrica, que inclou moltes altres funcions especials com a casos específics o limitants. És una solució d'una equació diferencial ordinària lineal de segon ordre (ODE). Cada EDO lineal de segon ordre amb tres punts singulars regulars es pot transformar en aquesta equació.
Per obtenir llistes sistemàtiques d'algunes dels molts milers d'identitats publicades que impliquen la funció hipergeomètrica, vegeu els treballs de referència d'Erdélyi et al. (1953) i Olde Daalhuis (2010). No hi ha un sistema conegut per organitzar totes les identitats; de fet, no hi ha cap algorisme conegut que pugui generar totes les identitats; es coneixen diversos algorismes diferents que generen diferents sèries d'identitats. La teoria del descobriment algorítmic de les identitats continua sent un tema de recerca actiu.

## Història
El terme "sèrie hipergeomètrica" va ser utilitzat per primera vegada per John Wallis en el seu llibre de 1655 Arithmetica Infinitorum.Les sèries hipergeomètriques van ser estudiades per Leonhard Euler, però el primer tractament sistemàtic complet va ser donat per Carl Friedrich Gauss (1813).
Els estudis del segle XIX incloïen els d'Ernst Kummer (1836), i la caracterització fonamental de Bernhard Riemann (1857) de la funció hipergeomètrica mitjançant l'equació diferencial que compleix.
Riemann va demostrar que l'equació diferencial de segon ordre per a2F1(z), examinada en el pla complex, es podia caracteritzar (a l'esfera de Riemann ) per les seves tres singularitats regulars.
Els casos en què les solucions són funcions algebraiques van ser trobats per Hermann Schwarz (llista de Schwarz).

## La sèrie hipergeomètrica
La funció hipergeomètrica es defineix per |z| < 1 per la sèrie de potències
{\displaystyle {}_{2}F_{1}(a,b;c;z)=\sum _{n=0}^{\infty }{\frac {(a)_{n}(b)_{n}}{(c)_{n}}}{\frac {z^{n}}{n!}}=1+{\frac {ab}{c}}{\frac {z}{1!}}+{\frac {a(a+1)b(b+1)}{c(c+1)}}{\frac {z^{2}}{2!}}+\cdots .}És indefinit (o infinit) si c és igual a un nombre enter no positiu. Aquí (q)n és el símbol de Pochhammer (en augment), [note 1] que es defineix per:
{\displaystyle (q)_{n}={\begin{cases}1&n=0\\q(q+1)\cdots (q+n-1)&n>0\end{cases}}}La sèrie acaba si a o b és un nombre enter no positiu, en aquest cas la funció es redueix a un polinomi:
{\displaystyle {}_{2}F_{1}(-m,b;c;z)=\sum _{n=0}^{m}(-1)^{n}{\binom {m}{n}}{\frac {(b)_{n}}{(c)_{n}}}z^{n}.}Per a arguments complexos z amb /z/>=1 es pot continuar analíticament per qualsevol camí del pla complex que eviti els punts de branca 1 i l'infinit. A la pràctica, la majoria de les implementacions per ordinador de la funció hipergeomètrica adopten un tall de branca al llarg de la línia z ≥ 1.
Com c → −m, on m és un nombre enter no negatiu, un té 2F1(z) → ∞. Dividint pel valor Γ(c) de la funció gamma, tenim el límit:
{\displaystyle \lim _{c\to -m}{\frac {{}_{2}F_{1}(a,b;c;z)}{\Gamma (c)}}={\frac {(a)_{m+1}(b)_{m+1}}{(m+1)!}}z^{m+1}{}_{2}F_{1}(a+m+1,b+m+1;m+2;z)}2F1(z) is the most common type of generalized hypergeometric series pFq, and is often designated simply F(z).

## L'equació diferencial hipergeomètrica
La funció hipergeomètrica és una solució de l'equació diferencial hipergeomètrica d'Euler
{\displaystyle z(1-z){\frac {d^{2}w}{dz^{2}}}+\left[c-(a+b+1)z\right]{\frac {dw}{dz}}-ab\,w=0.}que té tres punts singulars regulars: 0,1 i ∞. La generalització d'aquesta equació a tres punts singulars regulars arbitraris ve donada per l'equació diferencial de Riemann. Qualsevol equació diferencial lineal de segon ordre amb tres punts singulars regulars es pot convertir a l'equació diferencial hipergeomètrica mitjançant un canvi de variables.